# Chronik der Stadt Osnabrück/1926–1950
Diese Liste ist eine Teilliste der Chronik der Stadt Osnabrück. Sie listet datierte Ereignisse von 1926 bis 1950 in Osnabrück auf.

## 1926
- Das Licht- und Freiluftbad nach Vincenz Prießnitz in der Weststadt wird um ein Schwimm- und ein Plantschbecken ergänzt und somit ein reguläres Freibad.[1]
- Durch den Thor´schen Durchbruch an der Großen Straße entsteht der Jürgensort.[2]
- 25. März: Stadtsyndikus Wilhelm August Julius Max Reimerdes wird zum Ehrenbürger der Stadt Osnabrück ernannt.
- 17. Juni: Adolf Hitler besucht eine Parteiveranstaltung in Osnabrück.
- 7. August: Das Moskaubad wird eröffnet.
- 30. August: Im Hof des Gerichtsgefängnis wird der Raubmörder Hugo Geilenbrügge vom Scharfrichter Carl Gröpler mit dem Fallbeil hingerichtet. Es ist seit 1853 die erste Hinrichtung in der Stadt.[3]
- 10. September: Besucherrekord von 10.000 Besuchern im Moskaubad.
- 7. November: Die Friedenskirche wird in Nutzung genommen.[4]

## 1927
- Das Freibad Wellmannsbrücke wird errichtet, die gleichnamige Flussbadestelle in der Hase wird zeitgleich aufgegeben.[5]
- Woolworth eröffnet in Osnabrück eines seiner ersten Kaufhäuser.[6]
- 17. Juni: Oberbürgermeister Justus Julius August Rißmüller wird zum Ehrenbürger von Osnabrück ernannt.
- 30. Juni: Vom Katholischen Fürsorgeverein für Frauen und Mädchen, dem Vorläufer des SkF, wird am Neuen Graben 15 das Heim für ledige Mütter eröffnet.[7]

## 1928
- Das Ehrenmal für die Gefallenen des Krieges von 1870/71 wird vom Neumarkt auf den Straßburger Platz versetzt.[8]
- 1. Juli: Grundsteinlegung des Ebert-Erzberger-Rathenau-Mahnmals.
- 29. Juli: Einweihung des Ebert-Erzberger-Rathenau-Mahnmals. Die Weihrede hielt der SPD-Politiker Hans Vogel.
- 4. November: Sanitätsrat Dr. med. Siegfried Pelz wird zum Ehrenbürger von Osnabrück ernannt.
- 31. Dezember: Die Bürgerbräu Brauerei am Gertrudenberg stellt ihre Produktion ein.[9][10]

## 1929
- 17. September: Das Luftschiff Graf Zeppelin stattet der Stadt Osnabrück einen Besuch ab.[11]

## 1931
- 21. November:  Erster Spatenstich zum Bau des Stadions an der Bremer Brücke.

## 1932
- 24. Juli: Auf dem Klushügel hält Adolf Hitler vor 25.000 Menschen eine 15-minütige Rede. Er reiste mit dem Flugzeug an, welches auf dem Flugplatz in der Netter Heide gelandet war.[12]
- 24. Oktober: Pioniere des Pionier-Bataillons 6 aus Minden sprengen den 32 Meter hohen Schornstein der ehemaligen Bürgerbräu Brauerei am Gertrudenberg.[10]

## 1933
- 3. März: Flaggenverbrennung durch die Nationalsozialisten auf dem Neumarkt.
- 1. April: Der Redakteur Josef Burgdorf, welcher unter dem Pseudonym „Ilex“ über die örtliche NSDAP berichtete, wird von der SA und weiteren Funktionären der NSDAP in einem Spießrutenlauf zur NSDAP-Parteizentrale im Braunen Haus getrieben.
- 12. April: Letzte öffentliche Ratssitzung nach der Machtergreifung der NSDAP. Die SPD-Ratsfraktion verweigert am Ende unter der Führung von Alwine Wellmann den geforderten Hitlergruß.[13]
- 27. April: 11 der 13 lutherischen Pastöre der Stadt unterzeichnen das Osnabrücker Bekenntnis, welches an das Altonaer Bekenntnis angelehnt ist.
- 15. Mai: Zerstörung des Ebert-Erzberger-Rathenau-Mahnmals durch die Osnabrücker SA.
- 22. Mai: Eröffnung des Stadions an der Bremer Brücke.
- Das Moskaubad wird von den Nationalsozialisten in Neustädter Freibad umbenannt.

## 1934
- 16. November: Am Landgericht Osnabrück beginnt die Hauptverhandlung im Remmert-Prozess.

## 1935
- 30. März: Die umgespurte Tecklenburger Nordbahn nimmt den Betrieb bis zum Hauptbahnhof auf. Bis dahin lagen die Schmalspurgleise nur bis zum Bahnhof Eversburg.
- 10. Oktober: Nach nur 16 Monaten Bauzeit wird die Winkelhausen-Kaserne fertiggestellt.[14]

## 1936
- Eröffnung des Heimtiergartens, aus dem sich später der Zoo Osnabrück entwickelt.
- Auf dem Neumarkt wird Osnabrücks erste Ampel aufgestellt. Die Zeigerampel arbeitet nach dem Prinzip Heuer.[15]
- Das alte Krematorium am Heger Friedhof nimmt seinen Betrieb auf.[16]

## 1937
- 10. Oktober: Das Krematorium am Heger Friedhof wird eingeweiht.

## 1938
- 9. November: Die Alte Synagoge wird während des Novemberpogroms in Brand gesetzt.
- 1. April: Der Stadtsyndikus und Bürgermeister Johannes Petermann wird aus dem Amt entlassen.[17]
- 19. April: In der Nacht zum Führergeburtstag wird das Kreuz im Hone zertrümmert.[18]
- 22. Juni: Der SC Rapid und der VfL Osnabrück vereinigen sich wieder.[19]
- 4. Oktober: Als Nachfolger für Johannes Petermann wird der Nationalsozialist Hanns Windgassen neuer Bürgermeister in Osnabrück.[20]
- Herbert Eklöh eröffnet am Jürgensort 6/8 den ersten deutschen Supermarkt.

## 1939
- Bau einer 500 Personen fassenden Sitzplatztribüne im Stadion an der Bremer Brücke.
- Die Gaststätte Ratskeller im Keller des Rathauses wird eröffnet.[21]

## 1940
- 1. April: Eingemeindung der bis dahin selbstständigen Gemeinde Haste.
- 14. November: Ein Wirbelsturm zerstört das Satteldach der Heilig-Kreuz-Kirche im Schinkel.[22]
- Die Osnabrücker Gestapo zieht bis 1943 in das Hotel Schaumburg am Schillerplatz.

## 1941
- 22. April: Im Rahmen der Aktion T4 holen die grauen Busse 180 Patienten des Landeskrankenhauses ab. Ziel war die Ermordung dieser in der Tötungsanstalt Hadamar.[23]
- 13. Dezember: Am Hauptbahnhof hält ein aus Münster kommender Deportationszug, mit diesem werden 200 Juden aus Osnabrück und dem Umland nach Riga deportiert. Unter ihnen war Ewald Aul, der den Holocaust als einer der wenigen des Transports überlebte.[24]

## 1942
- 20. Juni: Der 13. Luftangriff auf Osnabrück ist die erste schwere Bombardierung der Stadt. Der Luftalarm beginnt um 1:10 Uhr, ab 1:40 Uhr fallen 52 Spreng-, 8790 Brandbomben und 2 Luftminen. 10 Menschen starben.[25]
- 6. Oktober: Beim 17. Luftangriff auf Osnabrück wird das Kinderhospital Osnabrück an der Klubstraße zerstört. Da der Klinikbetrieb nach Bad Rothenfelde verlagert war, gab es keine Opfer.[26]

## 1943
- 1. März: Zahlreiche Sinti-Familien aus der Papenhütte werden in Konzentrationslager verschleppt.[27]

## 1944
- Januar: Der Reichsverteidigungskommissar erklärt Osnabrück zum Luftnotstandsgebiet. Aufgrund der Gefährdung durch Bombardierung müssen die innerstädtischen Schulen schließen.[28]

## 1945

### Januar
- 5. Januar: In der Dortmunder Haftanstalt Lübecker Hof wird die aus Osnabrück stammende Widerstandskämpferin Lissy Rieke unter dem Fallbeil hingerichtet.[29]

### Februar
- 23. Februar: Im 70. Luftangriff auf die Stadt, welcher im Rahmen der Operation Clarion durchgeführt wurde, sind durch 50 Bomber rund 100 Sprengbomben abgeworfen worden. Die geringe Anzahl der Bomben ist darauf zurückzuführen, dass Osnabrück als Ausweichziel für nicht abgeworfene Bomben anderer Primärziele genutzt wurde. Bei dem Angriff starben ein Kind sowie ein Zwangsarbeiter.[30]

### März
- 25. März: Palmsonntag, die 79. und letzte Bombardierung der Stadt geht als Qualmarum in die Stadtgeschichte ein.

### April
- 3. April: Der flüchtende Oberbürgermeister Erich Gaertner, NSDAP-Kreisleiter Fritz Wehmeier und Wilhelm Münzer ermorden in Lüstringen die Bäuerin Anna Daumeyer, die eine weiße Flagge gehisst hatte.
- 4. April: Britische Truppen nehmen die Stadt ein.
- 4. April: Als eines der wenigen Opfer der Eroberung der Stadt wird Wilhelm Schreck von britischen Soldaten erschossen. Der ehemalige Bürgermeister von Bad Ems (bis 1933) winkte den Soldaten zu, welche ihn für eine Bedrohung hielten.

### Juni
- 23. Juni: Bernhard Schopmeyer wird im Bürgerpark ermordet.

### August
- 7. August: Die britische Militärverwaltung ernennt einen zehnköpfigen Bürgerausschuss, welcher bei der Entnazifizierung der Stadt unterstützen soll.[31]

### September
- 27. September: König Peter II. von Jugoslawien besucht das ehemalige Oflag VI C in Eversburg.[32]

## 1946
- 11. Februar: Konstituierende Sitzung des ersten Stadtrats der Nachkriegszeit. Die 32 Mitglieder des Rats wurden jedoch nicht wie in allen späteren gewahlt, sondern von der Militärverwaltung bestimmt.[31]
- 2. April: Der Stadtrat erkennt Adolf Hitler, Paul von Hindenburg und Hans Gronewald die Ehrenbürgerschaft ab.
- 7. April: In der Reithalle der Von-Stein-Kaserne am Westerberg wird die Osnabrücker SPD wiedergegründet.[33]
- September: Die Stadt eröffnet mit der Pachtgrube Zeche Anneliese am Schafberg in Westerkappeln ein eigenes Bergwerk auf Steinkohle um die Kohlenknappheit zu mildern.[34]
- 13. Oktober: Die erste Kommunalwahl nach dem Zweiten Weltkrieg findet statt. Aus dieser geht die SPD mit 35,3 % als Sieger hervor.[31]

## 1947
- Am Piesberg wird eine Kleinzeche eröffnet, die durch Notbergbau über der Hasestollensohle Restkohlenpfeiler abbaut.[35]
- August: Das Neustädter Freibad (Moskaubad) ist nach behobenen Kriegsschäden wieder nutzbar.

## 1948
- 16. Mai: Die Osnabrücker Baptistengemeinde wird in der Teutoburger Schule gegründet.[36]
- Juli: Ein Starkregen verursacht Schäden in Osnabrück.[37]

## 1949
- 6. September: Der zum Schutz vor Bombenangriffen eingelagerte Löwenpudel wird wieder aufgestellt.[38]
- 11. September: Die nach der Zerstörung im Zweiten Weltkrieg wiederhergestellte Marienkirche wird eingeweiht.[39]
- 2. Dezember: Die erste O-Buslinie in Osnabrück geht in Betrieb.
- 16. Dezember: Im Synagogenbrandprozess werden die Urteile gegen die Täter bekanntgegeben.[40][41]

## 1950
- April: Das städtische Steinkohlenbergwerk Zeche Anneliese am Schafberg wird stillgelegt.[34]